# 1620

## أحداث
- تأسيس مدينة كوكولا وتقع حاليا في فنلندا.
- تأسيس مدينة كيوبور [الإنجليزية] وتقع حاليا في فنزويلا.
- تأسيس مدينة سيغو وتقع حاليا في مالي.
- 29 سبتمبر: تأسيس مدينة أكاريغوا [الإنجليزية] وتقع حاليا في فنزويلا.
- 27 نوفمبر: تأسيس مدينة تورميرو [الإنجليزية] وتقع حاليا في فنزويلا.
- بداية الحرب العثمانية البولندية في 1620 والتي انتهت في 1621.
- 8 نوفمبر - معركة الجبل الأبيض قرب مدينة براغ.

### غير مؤرخة
- توكوغاوا هيده-تادا يعيد بناء قلعة أوساكا، حيث أن شكل القلعة الحالي يعود إلى تلك الفترة.

## مواليد
- أحمد بن أبي الرجال
- بيير بوريل
- توماس بلودورث
- توماسو كامبانا رسام إيطالي
- جان بيكار عالم فلك فرنسي
- جبريل غيلبرت
- جون إيفلين
- روبرت موريسون عالم نبات بريطاني
- زالومون كوستر صانع ساعات هولندي
- عبد القادر البغدادي
- علي باشا العربجي صدر أعظم عثماني
- فريدرخ فيلهلم (ناخب براندنبورغ)
- ماثيو هوبكينز
- هندريك كوتورير رسام هولندي
- هينريتش روث مبشّر ألماني
- يوستوس فينجبونس

## وفيات
- ويليام آدمز